# Rodolfo II do Sacro Império Romano-Germânico
Rodolfo II (Viena, 18 de julho de 1552 – Praga, 20 de janeiro de 1612) foi o imperador Romano-Germânico de 1575 até sua morte, além de arquiduque da Áustria, rei da Hungria, da Croácia e da Boêmia. Era filho do imperador Maximiliano II e sua esposa a arquiduquesa Maria da Áustria.

## Biografia
Na Espanha, recebeu severa educação católica; depois de conseguir suas três coroas, favoreceu a Contrarreforma, impondo por armas um governo católico a uma cidade livre como Aachen, em 1580.
Adotou o calendário gregoriano em 1583. Não conseguiu manter a coesão de seus estados. Instalou a capital em Praga, atraindo a simpatia dos checos e a hostilidade dos alemães. Houve revoltas na Áustria 1595-1597 e dos húngaros. A partir de 1597, sua saúde declinou e, trancando-se no castelo chamado Hradcany, apaixonou-se pelas ciências e belas artes e se tornou protetor de Tycho Brahe e Johannes Kepler. Seus irmãos se apoderam do poder. O arquiduque Matias, vencedor dos otomanos, tratou diretamente com eles e obrigou Rodolfo a lhe ceder a Áustria, a Morávia e a Hungria em 1608. O imperador conseguiu conservar a Boêmia e a Silésia, dando aos súditos protestantes uma carta (lettre de majesté) em 9 de julho de 1609, que lhes concedia, com certas restrições, liberdade de consciência e de culto.
Para enfrentar Matias, tentou inutilmente fazer eleger rei dos romanos outro irmão. Mas Matias, reconhecido chefe da Casa de Habsburgo, conseguiu dos estados da Boêmia que exigissem a abdicação de Rodolfo em 1611, e este só conservou seu título imperial.
Ao subir ao trono, Rodolfo II manteve a política de tolerância ao protestantismo de seu pai e deu auxílio á Contrarreforma. Embora fosse um homem culto, parecia incapaz de governar por ataques de melancolia e, mais tarde, ocasionalmente, de insanidade. Por isso, outros membros da família começaram a intervir nos assuntos do império.
Após uma revolta na Hungria (1604-1606) liderada por Stephen Bocskay e seus aliados otomanos, grande parte do poder foi transferido para o irmão de Rodolfo, Matias. A revolta foi provocada pela tentativa de Rodolfo de impor o catolicismo romano na Hungria. Em 1608, Matias forçou Rodolfo a lhe ceder a Hungria, a Áustria e a Morávia. Procurando ganhar apoio dos estados boêmios, Rodolfo emitiu um documento real chamado Majestät em 1609, que garantia a liberdade religiosa aos nobres e às cidades. Este esforço foi em vão e Rodolfo foi forçado a ceder a Boêmia para Matias em 1611. O reinado turbulento de Rodolfo foi um prelúdio para para a Guerra dos Trinta Anos.
Rodolfo II foi um dos mais excêntricos monarcas europeus de todos os tempos. Colecionava anões e possuía um regimento de gigantes em seu exército. Era rodeado por astrólogos e fascinado por jogos, códigos e música. Rodolfo fazia parte dos nobres de seu período orientados pelas ciências ocultas. Patrono da alquimia, financiou a impressão de literatura alquimista. Além disso, seu gosto pelo excêntrico o fez um dos principais protetores e mecenas de Giuseppe Arcimboldo pintor considerado por certos críticos um dos precursores ou inspiradores do surrealismo, umas das principais vanguardas europeias do século XX. Uma das principais obras do artista é justamente o retrato de Rodolfo II como o deus romano Vertumnus pintado provavelmente entre 1590 e 1591 feito com vários tipos de frutas, legumes, cereais e outros vegetais.
Deixou apenas uma filha bastarda, Carlota (morta em Malines em 1662), marquesa da Áustria, que casou com Francisco Tomás (1589-1629 Besançon), príncipe de Cantecroix, da Casa da Borgonha-Ivrea.